# Achenpas
De Achenpas is een 941 meter hoge grenspas tussen Duitsland en Oostenrijk. Hij verbindt de Beierse gemeente Kreuth met Achenkirch in het Tiroler Achental. Vanaf de Achenpas loopt ook een weg in de richting van het Sylvensteinmeer. De pas maakt deel uit van de Deutsche Alpenstraße en ligt op de scheiding tussen het Karwendelgebergte en de Brandenberger Alpen.

## Geschiedenis
In 1495 begon men het pad over de Achenpas uit te bouwen tot een rijweg. Tegelijkertijd werden langs het traject enkele vestingen gebouwd. De Achenpas diende vooral als transportroute voor het zout vanuit Hall in Tirol naar München en was zo een belangrijke handelsroute. De Achenpas was ook belangrijk voor doorvoer van militair materieel ten tijde van het Beierse bewind over Tirol, uit naam van Napoleon Bonaparte. Hierna werd de pas als handelsroute minder belangrijk, maar vanaf het eind van de 19e eeuw trokken toeristen massaal over de pas richting Tirol.
Arlberg · Bielerhöhe · Brenner · Fern · Flexen · Gerlos · Großglockner · Hahntennjoch · Katschberg · Kühtai · Pfitscherjoch · Plöcken · Radstädter Tauern · Reschen · Seefeld · Sölk · Staller Sattel · Timmelsjoch · Triebener Tauern · Turracherhöhe · Zeinis